# Holger Kersten
Holger Kersten (* 1951 in Magdeburg) ist ein deutscher Autor, der mehrere Bücher über Jesus von Nazaret verfasst hat. Er studierte seit 1975 in Freiburg im Breisgau Religionspädagogik und war in den 1980er Jahren als Religionslehrer an einer Berufsschule in Südbaden tätig. Seine Thesen werden von der historischen Jesusforschung nicht beachtet oder als unhaltbar zurückgewiesen.

## Jesus in Indien
Kersten vertrat schon vor 1980 mit Elmar R. Gruber die Auffassung, Jesus habe seine Kreuzigung überlebt, sei danach nach Kaschmir gewandert und nicht in Palästina, sondern im Alter von über 100 Jahren in Nordindien verstorben und in Srinagar beigesetzt worden. 1981 mit seinem Buch Jesus lebte in Indien führte er diese Auffassung näher aus und verknüpfte mehrere Einzelthesen zu einer nach eigener Angabe „lückenlosen Beweiskette“:
- Jesus sei zwar unter Pontius Pilatus hingerichtet worden, könne aber nicht am Kreuz in Jerusalem gestorben sein.
- Jesus müsse nach seiner Gesundung nach Indien gewandert sein, wo schon seit Jahrhunderten eine jüdische Minderheit – die Nachfahren der seit dem Untergang des Nordreichs Israel verschollenen „10 verlorenen Stämme“ (Beni Israel) – gelebt habe.
- Jesus habe auch dort als Wanderprediger gewirkt und sich durch Heiltätigkeit und Lehre Ansehen erworben.
- Sein Grab sei identisch mit dem heute noch als Tempel genutzten Grabhaus des Yuz Asaf (eines Bodhisattva). Dazu verwies Kersten auf Einkerbungen auf der Grabplatte, die an Kreuzigungswundmale an Händen und Füßen erinnern sollen. Dies entspricht dem Glauben der islamischen Ahmadiyya. Einige ihrer Anhänger[2] bewachen noch immer sein angebliches Grab in Kaschmir.

### Johanneische Aussagen
Für seine Beweiskette bezog sich Kersten wie seine Vorgänger auch auf Einzelverse über Jesu Kreuzigung und Grablegung, die im Neuen Testament nur das Johannesevangelium überliefert. Nach Joh 19,31-37  brachen römische Soldaten den mit Jesus Gekreuzigten die Beine. Dies war römischer Brauch, um den Todeskampf der Gehängten abzukürzen. Da Jesus bereits tot war, hätten sie dies bei ihm nicht getan, sondern nur mit einem Lanzenstich seinen Tod überprüft. Dabei seien Blut und Wasser aus seiner „Seite“ (griech. pleura) geflossen (v. 32ff).
Kersten deutete diese Angaben als historische Tatsachen und folgerte: Üblich sei ein mehrtägiger Todeskampf bei einer Kreuzigung. Da Blutfluss bei einem Toten unmöglich sei, müsse Jesus bis dahin noch gelebt haben. Dass die Soldaten Jesu Beine nicht gebrochen hätten, habe ihm das Leben gerettet.
Neutestamentler weisen darauf hin, dass das Johannesevangelium hier Jesus als das wahre Passahlamm verkünden will, das gemäß von Weissagungen der Heiligen Schrift starb (v. 36). Die tödliche Wunde sollte den zweifelnden Thomas überzeugen, dass der auferstandene Jesus wirklich derselbe war wie der zuvor Gekreuzigte, also seinen Tod bekräftigen (Joh 20,27 ).
Nach Joh 19,39-42  brachte der mit Jesus befreundete Pharisäer Nikodemus 100 Pfund Myrrhe und Aloe vera. Mit diesem Salbengemisch hätten er und der Ratsherr Joseph von Arimathia Leintücher getränkt, in die sie Jesu Leichnam gewickelt hätten. Dann hätten sie ihn in ein unbenutztes Felsengrab gelegt. Dieses Vorgehen habe jüdischer Sitte der Leichenpflege entsprochen.
Kersten deutete diese johanneischen Sonderangaben als heimlichen Heilungsversuch: Es habe sich um Heilkräuter gehandelt. Darauf verweise schon die Menge. Zudem sei das Einbalsamieren von Leichen bei palästinischen Juden damals unüblich und verpönt gewesen. Da Jesus keinesfalls ein hellenisierter Jude gewesen sei, müsse es einen anderen Grund gehabt haben.
Dass dies für vornehme Mitglieder des Sanhedrin und Jerusalemer Pharisäer nicht zutreffen musste, die wahrscheinlich griechisch gebildet waren, berücksichtigte Kersten nicht. Nikodemus war für ihn Angehöriger der Essener, einer vermuteten damaligen Sondergruppe. Diese wird im Neuen Testament nirgends erwähnt und ist auch sonst nur literarisch bezeugt.

### Turiner Leichentuch
In einem weiteren Schritt bezog Kersten diese Angaben auf das Grabtuch von Turin. Spuren darauf sollen auf Rückstände von Heilkräutern verweisen. Um dies zu stützen, balsamierten Kersten und Gruber eine Versuchsperson mit einer Emulsion aus Öl, Aloe und Myrrhe ein. Sie bewerteten den sich ergebenden Abdruck des Leinentuchs als Reproduktion einiger Eigenschaften des Turiner Grabtuchs. Dieses weise eindeutige Spuren einer solchen Behandlung auf. Kersten bezweifelte nicht, dass das Turiner Grabtuch Jesus abbildet und mit den im NT genannten mehreren Leichentüchern identisch sei.

### Vorläufer der Indienthese
Die These eines Indien- bzw. Tibet-Aufenthalts Jesu vor oder nach seiner Kreuzigung fußt auf populären Reiseberichten des 19. Jahrhunderts und wird seitdem ständig neu aufgelegt. Die These ist in der Esoterik beliebt, weil sie einen Synkretismus repräsentiert, der religiöse Motive aus dem Gnostizismus vom Scheintod des Erlösers mit Elementen des Hinduismus, Buddhismus und Islam zu verbinden versucht. Bis 2006 erschienen dazu weltweit 18 Bücher und sechs Filmdokumentationen sowie einige Zeitungsartikel, darunter:
- La Bible dans l’Inde. Vie de Jezeus Christna (1875) von Louis Jacolliot. Dieser französische Bezirksrichter gab sich nach seiner Rückkehr aus Indien als Indologe aus und wollte originale Jesuszitate, -schriften und Wunderberichte in alten religiösen Schriften Indiens entdeckt haben, die Jesu Aufenthalt dort beweisen sollten. Doch bereits 1888 wiesen angesehene Indologen ihm nach, dass er kein Sanskrit beherrschte und die Zitate gefälscht hatte.
- La vie inconnue de Jésus-Christ („Die Lücke im Leben Jesu“, 1894) von Nikolai Notowitsch. Dieser russische Journalist behauptete, man habe ihm im Kloster Hemis in Ladakh uralte Schriften gezeigt, in denen Jesu Ankunft und Aufenthalt in Tibet zwischen seinem 12. und 30. Lebensjahr erwähnt sei. Dies widerlegten der Indologe Friedrich Max Müller und der englische Historiker John Archibald Douglas 1894 und 1895: Notowitsch war weder in Hemis noch anderen Klöstern der Region gewesen, und die Buddhisten dort – die gar keine gebundenen Bücher besaßen – hatten erst durch die Begegnung mit europäischen Missionaren von Jesus gehört.
- Erlösung von Jesu Christo und Von neuem Trug zur Rettung des Christentums (ab 1930) von Mathilde Ludendorff. Diese Mitgründerin einer faschistischen Sekte der Ariosophie berief sich auf Jacolliot, um eine „arische“ Abstammung Jesu zu behaupten.
- The tomb of Jesus Christ in India (1939) von J. D. Shams, damals Imam der Londoner Moschee. Er berief sich auf Mirza Ghulam Ahmad.
- Jesus ist nicht am Kreuz gestorben (1957) von Kurt Berna. Dieser Journalist mit vielen Pseudonymen wie „Hans Naber“ oder „John Reban“ berief sich wiederum auf Jacolliot und führte 1984 eine „Forschungsgruppe“ nach Kaschmir. Diese besuchte auch den Islamprofessor Fida Mohammed Hassnain in Srinagar, der den Glauben der Ahmadiyya pseudowissenschaftlich zu untermauern versucht. Darüber berichtete die Illustrierte Bunte in dem Artikel Wo starb Jesus wirklich?[5]
- Jesus starb in Indien (1973), ein Artikel der deutschen Illustrierten Stern[6]. Darin wurde Hassnain als Autorität zitiert.
- Starb Jesus in Kaschmir? Das Geheimnis seines Lebens und Wirkens in Indien (1983) von Siegfried Obermeier.
- Jesus died in Kaschmir (1976) von Andreas Faber-Kaiser. Auch er berief sich auf J. D. Shams und Hassnain.
- Reise nach Kiribati (1981) von Erich von Däniken. Er interviewte Hassnain persönlich und zitierte ihn mit den Worten: „Die Beweiskette ist lückenlos. Sie kann vor jedem Gericht bestehen.“ (S. 219)
- 1983 erschien schließlich Kerstens Buch Jesus lebte in Indien. Auch er berief sich darin auf Hassnain und behauptete wie dieser eine „lückenlose“ Beweiskette für Jesu Leben in Indien.

### Wissenschaftliche Kritik
1985 veröffentlichte der deutsche Indologe und Tibetologe Günter Grönbold eine umfassende wissenschaftliche Untersuchung der Indienthesen: Er führte die Argumente der genannten Autoren auf wenige stets wiederholte Spekulationen zurück und wies ihnen Widersprüche, Abhängigkeiten und Fehler nach. So führte Kersten auch Notowitschs Buch als angeblich verlässlichen Bericht an, obwohl es sich bereits 1894 als Fälschung erwiesen hatte. Kersten verschwieg auch, dass Notowitsch Jesu Wanderschaft nach Tibet nicht nach, sondern vor dessen Kreuzigung gelegt hatte, und dass Hassnain die Wiederkunft des Messias für den 21. März 1983 (vor Erscheinen seines Buchs) angekündet hatte. Den Namen Yuz Asaf, den viele der genannten Autoren mit dem Namen Jesus identifizierten, erklärte Grönbold aus einer islamisierten Fassung des buddhistischen Begriffs bodhisattva.

## Weitere Aktionen Kerstens
Die erste Reise des Autors nach Indien erfolgte 1979 und dauerte ein Dreivierteljahr.  In Srinagar gab es mehrere Treffen mit Fida Muhammad Hassnain und Kersten. 1984 hat Kersten nach eigenen Angaben den Gouverneur von Kaschmir, Farooq Abdullah, überzeugt, das Grab von Yuz Asaf öffnen zu lassen, um weitere Beweise für dessen Identität mit Jesus zu finden. Am Tag vor der geplanten Öffnung seien jedoch gewalttätige politische Auseinandersetzungen ausgebrochen. Um diese nicht zu verschärfen, habe der Polizeichef Srinagars Abdullah davon abgeraten, das Grab zu öffnen.
2005 unternahm Kersten eine Expedition nach Ostanatolien zum Berg Nemrut Dağı und Arsameia. Dort will er die Geburtshöhle des historischen Mithras entdeckt und dessen exaktes Geburtsdatum – den 29. Juli des Jahres 7 v. Chr. – ermittelt haben. Dazu bezog er sich auf das sogenannte Löwenhoroskop und einen künstlichen Schacht, der durch den Einfall des Sonnenlichtes den genauen Geburtszeitpunkt berechenbar mache.
2006 reiste Kersten nach Gandhara in Kaschmir, Taxila in Pakistan und Harwan bei Srinagar, um u. a. auch hier nach einer letzten Ruhestätte Jesu zu suchen.

## Publikationen
- Jesus lebte in Indien – Sein geheimes Leben vor und nach der Kreuzigung. Ullstein-Verlag, Berlin 1998, ISBN 3-548-35490-4 (1. Auflage: Droemer Knaur, München 1983, 216 S., ISBN 3-426-03712-2).
- Das Jesus-Komplott: die Wahrheit über das Turiner Grabtuch. Heyne-Verlag, München 1997, ISBN 3-453-12307-7.
- Der Ur-Jesus – Die buddhistischen Quellen des frühen Christentums. Langen-Müller Verlag, München 1994 ISBN 3-7844-2504-6.
- Jesus starb nicht am Kreuz – Die Botschaft des Turiner Grabtuchs. Langen-Müller Verlag, München 1998, ISBN 3-7844-2688-3 (mit Elmar R. Gruber).